# Shailene Woodley
Shailene Diann Woodley (sinh ngày 15 tháng 11 năm 1991) là một nữ diễn viên người Mỹ, nổi tiếng với vai Tris Prior trong phim điện ảnh bom tấn Divergent và vai Hazel Grace trong The Fault in Our Stars, cả hai bộ phim đều thành công vang dội với doanh thu hơn 500 triệu đô la Mỹ trên toàn thế giới. Cô cũng đóng vai Alexandra King trong The Descendants năm 2011 cùng với George Clooney, bộ phim tâm lý này đã mang lại cho cô đề cử giải Quả cầu vàng đầu tiên trong sự nghiệp khi chỉ mới 20 tuổi, đồng thời cô cũng nhận được giải "Nữ diễn viên phụ xuất sắc nhất" ở Independent Spirit Awards (Giải Tinh thần độc lập) lần thứ 27.

## Tiểu sử

Shailene Woodley tại lễ trao giải Quả cầu vàng lần thứ 69.

Shailene Woodley sinh ra và lớn lên tại Simi Valley, California, Mỹ. Mẹ cô, bà Lori, là một cố vấn trường trung học, và cha cô, ông Lonnie Woodley là hiệu trưởng của trường. Cô còn có một người em trai tên là Tanner.
Cô bắt đầu làm người mẫu khi chỉ mới 4 tuổi, và có vai diễn đầu tiên trong phim Replacing Dad năm 1999. Sau đó cô tiếp tục tham gia một số vai nhỏ trong các phim truyền hình như The District, The O.C., Crossing Jordan, CSI: NY. Năm 2005-2006, cô được đề cử hạng mục "Nữ diễn viên trẻ xuất sắc nhất mảng truyền hình" cho vai diễn trong phim A Place Called Home và vai Felicity Merriman trong Felicity: An American Girl Adventure tại Young Artist Award (Giải Nghệ sĩ trẻ).
Năm 2008, Shailene được chọn vào vai chính Amy Juergens trong phim truyền hình The Secret Life of the American Teenager. Nội dung kể về một cô bé tuổi vị thành niên phát hiện mình mang thai cùng các mối quan hệ rắc rối xoay quanh bạn trai, bạn bè và gia đình. Phim được chiếu trên đài ABC Family từ 2008 đến 2013 với tất cả 5 season, và được khá nhiều khán giả yêu thích.
Năm 2011, cô đóng vai Alex King, con gái của George Clooney trong The Descendants. Diễn xuất của cô đã nhận được đánh giá tích cực từ các nhà phê bình. A. O. Scott của tờ Thời báo New York nói rằng, "Woodley là một trong những diễn viên trẻ cương trực, thông minh, và có diễn xuất đáng tin cậy nhất trong thời gian gần đây". Peter Debruge của tạp chí Variety nói rằng diễn xuất của cô ấy rất "tiềm năng" và "trong vai Alex, cô ấy đã thể hiện cả hai khía cạnh và chiều sâu của nhân vật theo yêu cầu."
Vai diễn trong phim đã giúp Woodley nhận được đề cử tại giải Quả cầu vàng. Tạp chí People cũng phong cho cô danh hiệu "Một trong những người đẹp nhất mọi thời đại" vào năm 2012. Cô cũng được coi là một trong 55 gương mặt của tương lai theo tạp chí Nylon.

### Bệnh tật
Vào năm 15 tuổi, Shailene được chẩn đoán bị mắc chứng vẹo cột sống. Cô phải đeo nẹp 18 tiếng mỗi ngày trong vòng 2 năm để chữa bệnh. Cùng lúc đó, cha mẹ cô chính thức ly dị.

## Sự nghiệp

Shailene Woodley tại Critics' Choice Awards lần thứ 17.

Sau khi được đề cử giải Quả cầu vàng, cô nhanh chóng lọt vào mắt xanh của nhiều đạo diễn ở Hollywood. Tuy nhiên, thay vì tận dụng cơ hội để tham gia nhiều phim thương mại, cô lại chọn đóng những vai có chiều sâu trong các phim điện ảnh độc lập có kinh phí thấp và mang tính nghệ thuật. Bộ phim The Spectacular Now (2013) cô đóng chung với Miles Teller ra mắt tại Liên hoan phim Sundance đã nhận được nhiều phản ứng tích cực từ khán giả và được các chuyên gia phê bình đánh giá rất cao. Cô cũng được đề cử "Nữ chính xuất sắc nhất" tại giải Tinh thần độc lập.
Vào tháng 10 năm 2012, nhà sản xuất The Amazing Spider-Man 2 thông báo Shailene sẽ vào vai Mary Jane Watson. Tuy nhiên, đến ngày 19 tháng 6 năm 2013, vai diễn của cô đã bị cắt khỏi phim. Đạo diễn Marc Webb nói với tờ The Hollywood Reporter rằng ông cần phải cắt những cảnh của Shailene Woodley để "sắp xếp lại câu chuyện hợp lý hơn, tập trung vào Peter Parker với Gwen Stacy và mối quan hệ của họ. Vai diễn Mary Jane sẽ để dành cho phần 3."
Tuy nhiên, Shailene đã tuyên bố là cô rất bận rộn cho các dự án sắp tới, cụ thể là series Divergent cho đến tận năm 2017 nên nhiều khả năng cô sẽ không đóng Mary Jane trong phần phim thứ ba của The Amazing Spider-Man.

### 2014: Bước ngoặt đột phá

Lễ ra mắt phim Divergent ngày 30 tháng 3 năm 2014.

Sau đó, cô được đạo diễn Neil Burger mời vào vai Tris Prior trong Divergent. Đây là phim chuyển thể từ tiểu thuyết ăn khách cùng tên của tác giả Veronica Roth. Bộ phim ra mắt vào ngày 21 tháng 3 năm 2014 và nhanh chóng trở thành cơn sốt phòng vé tại Mỹ với doanh thu $54,607,747 trong tuần đầu phát hành, sau khi kết thúc tổng doanh thu toàn cầu của bộ phim là $288,747,895. Hãng Lionsgate thông báo sẽ sản xuất các phần tiếp theo và chiếu lần lượt đến năm 2017.
The Fault in Our Stars là phim điện ảnh tiếp theo của Shailene Woodley sau Divergent, đây là phim chuyển thể từ tiểu thuyết nổi tiếng của tác giả John Green. Shailene đã phải cắt đi mái tóc dài để vào vai cô bé Hazel 16 tuổi bị bệnh ung thư tuyến giáp, nội dung xoay quanh chính cuộc đời của cô và mối tình với anh chàng Augustus bị ung thư xương, cũng như mối quan hệ của cô với cha mẹ và những người xung quanh. Phim được ra mắt vào ngày 6 tháng 6 năm 2014 với kinh phí chỉ 12 triệu đô và không phải là phim bom tấn, nhưng ngay tuần đầu đã thu được $48,002,523 và đứng hạng #1 trên bảng xếp hạng Box Office. Doanh thu toàn cầu là $304,186,490.
Bộ phim thành công cả về mặt thương mại lẫn nghệ thuật và được các nhà phê bình khen ngợi tích cực. Đặc biệt là khả năng diễn xuất của Shailene vô cùng thuyết phục, nhập vai hoàn hảo và được đông đảo khán giả ủng hộ.

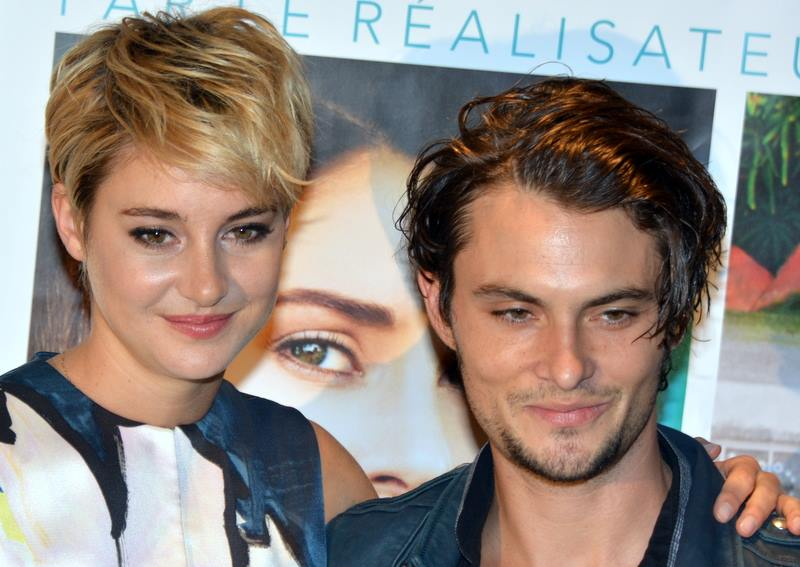
Shailene và bạn diễn Shiloh Fernandez

Ngoài ra, cô cũng tham gia bộ phim độc lập White Bird in a Blizzard của đạo diễn Gregg Araki, kể về cuộc sống của cô gái 17 tuổi Kat Connor rơi vào hỗn loạn sau khi mẹ cô biến mất. Đây là phim tâm lý kinh dị, dựa trên cuốn tiểu thuyết cùng tên của tác giả Laura Kasischke, lấy bối cảnh những năm 1988. Trong phim cô đóng chung với Eva Green, Christopher Meloni và Shiloh Fernandez. Được ra mắt lần đầu tại Liên hoan phim Sundance ngày 20 tháng 1 năm 2014 và chính thức khởi chiếu tại các rạp vào ngày 24 tháng 10 cùng năm. Đây là lần đầu tiên Shailene Woodley khỏa thân trên màn ảnh, đánh dấu bước trưởng thành và đa dạng hóa trong diễn xuất.

### Phương châm và cuộc sống

Lễ ra mắt phim Insurgent ngày 11 tháng 3 năm 2015.

Shailene Woodley có niềm đam mê với các loại thực phẩm đến từ thiên nhiên, cô đã từng lên núi tự lấy nước và hái thảo mộc, thỉnh thoảng cô cũng ăn đất sét để thanh lọc cơ thể, hạn chế tránh xa các loại thức ăn nhanh và uống nước hầm xương. Shailene không thích phấn son và thường xuyên để mặt mộc, chỉ trang điểm khi đến những nơi trang trọng hoặc sự kiện lớn.
Shailene nổi tiếng là một ngôi sao theo phong cách Hippie, luôn đề cao sức khỏe, yêu chuộng thiên nhiên và có một quy tắc là "cô sẽ ôm bất kì ai trong mỗi lần gặp mặt thay vì bắt tay hoặc chào hỏi họ." Shailene cũng không thích sử dụng mạng xã hội và các phương tiện công nghệ, cô thích gặp mặt trực tiếp và tương tác với mọi người hơn là gọi điện, nhắn tin hoặc tán gẫu với họ trên mạng.
Cô và mẹ cũng đồng sáng lập một tổ chức phi lợi nhuận có tên là All It Takes vào năm 2010 và vẫn duy trì đến nay, đây là tổ chức tạo điều kiện và sự giáo dục cần thiết để tạo ra động lực giúp đỡ những lãnh đạo trẻ.
Cô cũng chia sẻ, "Khi tôi bắt đầu theo nghiệp diễn, bố mẹ tôi đưa ra ba điều kiện: Tôi phải duy trì kết quả tốt ở trường, phải luôn là đứa trẻ mà họ biết, và tôi phải thật vui. Nếu tôi không có được 3 điều trên, tôi sẽ không tiếp tục làm diễn viên nữa."
Shailene xem sự nghiệp diễn xuất là con đường lâu dài và muốn trở thành một nữ diễn viên nghiêm túc. Vì vậy cô đã từng phân vân khi được mời đóng trong các bộ phim mang tính thương mại, đặc biệt là Divergent. Nhà sản xuất đã phải cố gắng thuyết phục mới nhận được sự đồng ý tham gia của cô.
Từ một diễn viên nhí trong các phim truyền hình, giờ đây Shailene Woodley đã trở thành ngôi sao nổi tiếng của Hollywood. Cô luôn được các đạo diễn và chuyên gia phê bình đánh giá cao về năng lực.

### 2015-nay
Shailene xác nhận là sẽ đóng vai Lindsay Mills trong dự án Snowden của đạo diễn lừng danh Oliver Stone, nội dung kể về nhân vật Edward Snowden do Joseph Gordon-Levitt thủ vai. Phim hiện đang được quay và dự kiến ra rạp vào dịp giáng sinh năm nay.
Ngoài ra, bộ phim Insurgent của Shailene Woodley cũng chính thức được khởi chiếu vào ngày 20 tháng 3 năm 2015.

## Phim tham gia

### Phim điện ảnh
| Năm  | Phim                            | Vai diễn              | Ghi chú |
| ---- | ------------------------------- | --------------------- | --- |
| 2007 | Moola                           | Ashley Hedges         | |
| 2011 | The Descendants                 | Alexandra "Alex" King | Đề cử - Giải Quả cầu vàng cho nữ diễn viên điện ảnh phụ xuất sắc nhất Đề cử - Giải Critics Choice Awards Giành giải Tinh thần độc lập cho nữ diễn viên phụ xuất sắc nhất |
| 2013 | The Spectacular Now             | Aimee Finecky         | Đề cử - Giải Tinh thần độc lập cho nữ diễn viên chính xuất sắc nhất |
| 2014 | White Bird in a Blizzard        | Kat Connor            | |
| 2014 | Divergent                       | Beatrice "Tris" Prior | Đề cử - Giải Critics Choice Awards cho nữ diễn viên phim hành động xuất sắc nhất                                                                                         |
| 2014 | The Amazing Spider-Man 2        | Mary Jane Watson      | Cảnh bị xóa |
| 2014 | The Fault in Our Stars          | Hazel Grace Lancaster | Giành giải phim Hollywood cho diễn xuất đột phá |
| 2014 | The Monogamy Experiment         |                       | Phim ngắn |
| 2015 | The Divergent Series: Insurgent | Beatrice "Tris" Prior | |
| 2016 | The Divergent Series: Allegiant | Beatrice "Tris" Prior | |
| 2016 | Snowden                         | Lindsay Mills         | |
| 2018 | Adrift                          | Tami Oldham           | Kiêm nhà sản xuất |
| 2019 | Endings, Beginnings             | Daphne                | |
| 2021 | The Mauritanian                 | Teresa "Teri" Duncan  | |
| 2021 | The Fallout                     | Anna                  | |
| 2021 | The Last Letter from Your Lover | Jennifer Stirling     | Kiêm điều hành sản xuất |

### Phim truyền hình
| Năm       | Phim                                     | Vai diễn                  | Ghi chú                                                                                      |
| --------- | ---------------------------------------- | ------------------------- | -------------------------------------------------------------------------------------------- |
| 1999      | Replacing Dad                            | Cô bé                     | TV Movie                                                                                     |
| 2001-2003 | The District                             | Kristin Debreno           | 3 tập                                                                                        |
| 2001-2004 | Crossing Jordan                          | Jordan Cavanaugh thời trẻ | 5 tập                                                                                        |
| 2003      | Without a Trace                          | Clare Metcalf thời trẻ    | Tập: "Clare de Lune"                                                                         |
| 2003-2004 | The O.C.                                 | Kaitlin Cooper thời trẻ   | 6 tập                                                                                        |
| 2004      | Everybody Loves Raymond                  | Cô bé gắt gỏng #2         | Tập: "Party Dress"                                                                           |
| 2004      | A Place Called Home                      | California "Cali" Ford    | TV Movie Đề cử - Giải Young Artist Award cho nữ diễn viên trẻ xuất sắc nhất mảng truyền hình |
| 2004-2005 | Jack & Bobby                             | Chloe Benedict            | 2 tập                                                                                        |
| 2005      | Felicity: An American Girl Adventure     | Felicity Merriman         | TV Movie Đề cử - Giải Young Artist Award cho nữ diễn viên trẻ xuất sắc nhất mảng truyền hình |
| 2005      | Once Upon a Mattress                     | Molly                     | TV Movie                                                                                     |
| 2006      | My Name Is Earl                          | Gwen thời trẻ             | Tập: "BB"                                                                                    |
| 2007      | Close to Home                            | Gaby Tursi                | Tập: "Getting In"                                                                            |
| 2007      | CSI: NY                                  | Evie Pierpont             | Tập: "A Daze of Wine and Roaches"                                                            |
| 2007      | Final Approach                           | Maya Bender               | TV Movie                                                                                     |
| 2007      | Cold Case                                | Sarah Gunden              | Tập: "Running Around"                                                                        |
| 2008-2013 | The Secret Life of the American Teenager | Amy Juergens              | Đề cử - Giải Young Artist Award cho nữ diễn viên trẻ xuất sắc nhất mảng truyền hình          |

## Giải thưởng đạt được
| Năm  | Giải thưởng |
| ---- | --- |
| 2011 | Giải Dallas-Fort Worth Film Critics Association Awards cho nữ diễn viên phụ xuất sắc nhất - Phim The Descendants                                                             |
| 2011 | Giải Denver Film Critics Society cho nữ diễn viên phụ xuất sắc nhất - Phim The Descendants                                                                                   |
| 2011 | Giải Florida Film Critics Circle Awards cho nữ diễn viên phụ xuất sắc nhất - Phim The Descendants                                                                            |
| 2011 | Giải Hamptons International Film Festival cho diễn xuất đột phá - Phim The Descendants                                                                                       |
| 2011 | Giải thưởng phim Hollywood cho diễn viên tỏa sáng - Phim The Descendants |
| 2011 | Giải National Board of Review, USA cho nữ diễn viên phụ xuất sắc nhất - Phim The Descendants                                                                                 |
| 2011 | Giải San Diego Film Critics Society Awards cho nữ diễn viên phụ xuất sắc nhất - Phim The Descendants                                                                         |
| 2012 | Giải Liên hoan phim Cannes cho nữ diễn viên tiềm năng - Phim The Descendants                                                                                                 |
| 2012 | Giải Central Ohio Film Critics Association cho nữ diễn viên phụ xuất sắc nhất - Phim The Descendants                                                                         |
| 2012 | Giải Tinh thần độc lập cho nữ diễn viên phụ xuất sắc nhất - Phim The Descendants                                                                                             |
| 2012 | Giải MTV Movie Awards cho diễn xuất đột phá - Phim The Descendants |
| 2013 | Giải Elle Women in Hollywood Awards cho người phụ nữ của năm |
| 2013 | Giải San Diego Film Critics Society Awards cho nữ diễn viên phụ xuất sắc nhất - Phim The Spectacular Now                                                                     |
| 2013 | Giải Liên hoan phim Sundance cho diễn xuất phối hợp - Phim The Spectacular Now (cùng với Miles Teller)                                                                       |
| 2014 | Giải CinemaCon, USA cho ngôi sao nữ của ngày mai |
| 2014 | Giải MTV Movie Awards cho nhân vật được yêu thích nhất - Vai Tris trong Divergent                                                                                            |
| 2014 | Giải Teen Choice Awards cho nữ diễn viên phim hành động, tâm lý, phản ứng hóa học và khóa môi - Phim Divergent và The Fault in Our Stars (cùng với Ansel Elgort & Nat Wolff) |
| 2014 | Giải Young Hollywood Awards cho cặp đôi màn ảnh tuyệt vời nhất - Phim The Fault in Our Stars (cùng với Ansel Elgort)                                                         |
| 2014 | Giải thưởng phim Hollywood cho diễn xuất đột phá - Phim The Fault in Our Stars                                                                                               |
| 2015 | Giải People's Choice Awards cho cặp đôi điện ảnh được yêu thích nhất - Phim Divergent (cùng với Theo James)                                                                  |
| 2015 | Đề cử - Giải BAFTA Awards cho ngôi sao đang lên |